# Kombinatoryczna teoria gier
Kombinatoryczna teoria gier – gałąź matematyki zapoczątkowana przez Johna Conwaya około 1970, związana ze szczególną klasą gier.

## Właściwości tych gier
- Przypadek nie odgrywa roli.
- Nie ma informacji niedostępnych dla pojedynczego gracza (jak w grach karcianych).
- Ruchy wykonuje się naprzemiennie.
- Wygrywa gracz, który wykona ostatni ruch.
- Każda partia kończy się po skończonej liczbie ruchów.